# Baoyang
Baoyang (kinesiska: 包垟乡) är en socken i Kina. Den ligger i provinsen Zhejiang, i den östra delen av landet, omkring 290 kilometer söder om provinshuvudstaden Hangzhou. Antalet invånare är 2 740. Befolkningen består av 1 258 kvinnor och 1 482 män. Barn under 15 år utgör 13,0 %, vuxna 15-64 år 61 %, och äldre över 65 år 24,0 %.
Runt Baoyang är det ganska tätbefolkat, med 134 invånare per kvadratkilometer. Närmaste större samhälle är Xiaocun, 11,6 km söder om Baoyang. I omgivningarna runt Baoyang växer i huvudsak blandskog.
Genomsnittlig årsnederbörd är 2 328 millimeter. Den regnigaste månaden är juni, med i genomsnitt 383 mm nederbörd, och den torraste är januari, med 67 mm nederbörd.